# Lo Bruis
Bruis (en francès Bruis) és un antic municipi francès, situat al departament dels Alts Alps i a la regió de Provença – Alps – Costa Blava. Des del 1er de juliol de 2017, es municipi delegat e capital del municipi nou de Vaudola (?) amb Montmaurin e Santa Maria.

## Demografia
| 1821                                       | 1962 | 1968 | 1975 | 1982 | 1990 | 1999 | 2006 | 2015 |
| ------------------------------------------ | ---- | ---- | ---- | ---- | ---- | ---- | ---- | ---- |
| 453                                        | 99   | 93   | 85   | 69   | 59   | 73   | 67   | 77   |
| Des de 1962: població sense dobles comptes |      |      |      |      |      |      |      |      |

## Administració
| Període           | Identitat     | Partit        |
| ----------------- | ------------- | ------------- |
| 2001-juny de 2017 | Gérard Tenoux | Divers droite |